# DV-Konzept
Das DV-Konzept (ausführlich Datenverarbeitungskonzept) oder IT-Konzept ist eine Fortführung des Fachkonzeptes bei der Erstellung von Datenbanken oder bei der Programmierung. Es beschreibt die relevanten Daten und deren Verarbeitung. Die im Fachkonzept ermittelten Informationen werden auf die jeweilige Datenbank bzw. Programmiersprache angepasst. Die Aufgabenstellungen aus dem Fachkonzept werden bezüglich der Datenstrukturen und Verarbeitungsschritte strukturiert und dokumentiert.
Sinngemäß beinhaltet ein DV-Konzept (siehe auch EVA-Konzept):
- Beschreibung der Eingangsdaten
- Beschreibung der Ausgangsdaten
- Dokumentation Verarbeitungsschritte, d. h. Beschreibung der Verarbeitungsalgorithmen, welche die Eingangsdaten zu den Ausgangsdaten transformieren.

Gibt es mehrere Verarbeitungsschritte, wird obiges Vorgehen für jede dieser Transaktionen
wiederholt. Dazu enthält ein DV-Konzept eine Übersicht auf das Datenmodell, z. B. ER-Diagramm.

## Beschreibung des Datenmodells
Die Beschreibung des Datenmodells enthält die wesentlichen Datenelemente und Tabellen
z. B.:
1. Wie werden die Felder benannt?
2. Welche Datentypen haben die Felder, welche Länge?
3. Was sind die Primärschlüssel?
4. Welche Verknüpfungen gibt es zwischen den Feldern?

Diese Informationen werden in der Regel in umfangreichen Tabellen dargestellt. Bei größerem Umfang ist ein Verweis auf ein interaktives Data-Dictionary sinnvoll.

## Beschreibung der Verarbeitungsschritte
Bei größeren Vorhaben wird die Verarbeitung zuerst in Anwendungen oder Module gegliedert. Diese Einheiten gliedern sich dann in einzelne Verarbeitungsschritte, z. B. Transaktionen, Jobs, Programmläufe o. ä. Die Reihenfolge dieser Verarbeitungsschritte kann per Programm fest vorgegeben sein oder aber später vom Programmanwender bestimmbar sein.
Die einzelnen Verarbeitungsschritte dokumentieren hierbei jeweils:
- die relevanten Eingangsdaten
- die zu erzielenden Datenergebnisse
- die logische Form der Verarbeitung

In einem Buchungssystem des Rechnungswesens sollten die Verarbeitungsschritte z. B. in einer Weise dokumentiert werden, in der sie durch einen Fachanwender ohne Programmierkenntnisse nachvollzogen werden können. Die Nachvollziehbarkeit der Datenresultate stellt dabei in der Regel einen wesentlichen Teil der Abnahme der Lieferobjekte dar.
Die Beschreibung der Datenverarbeitung erfolgt als Text in Prosaform mit Bezugnahme auf die technischen Namen der Datenelemente oder als Pseudocode. Alternativ bietet sich auch das Aktivitätsdiagramm der UML an.

## Folgephasen
Das DV-Konzept ist eine Detailspezifikation der notwendigen Daten und Datentransformationen und bildet die Basis für die nachfolgende Phase der Implementierung.